# Leendert Cornelis Brinkman

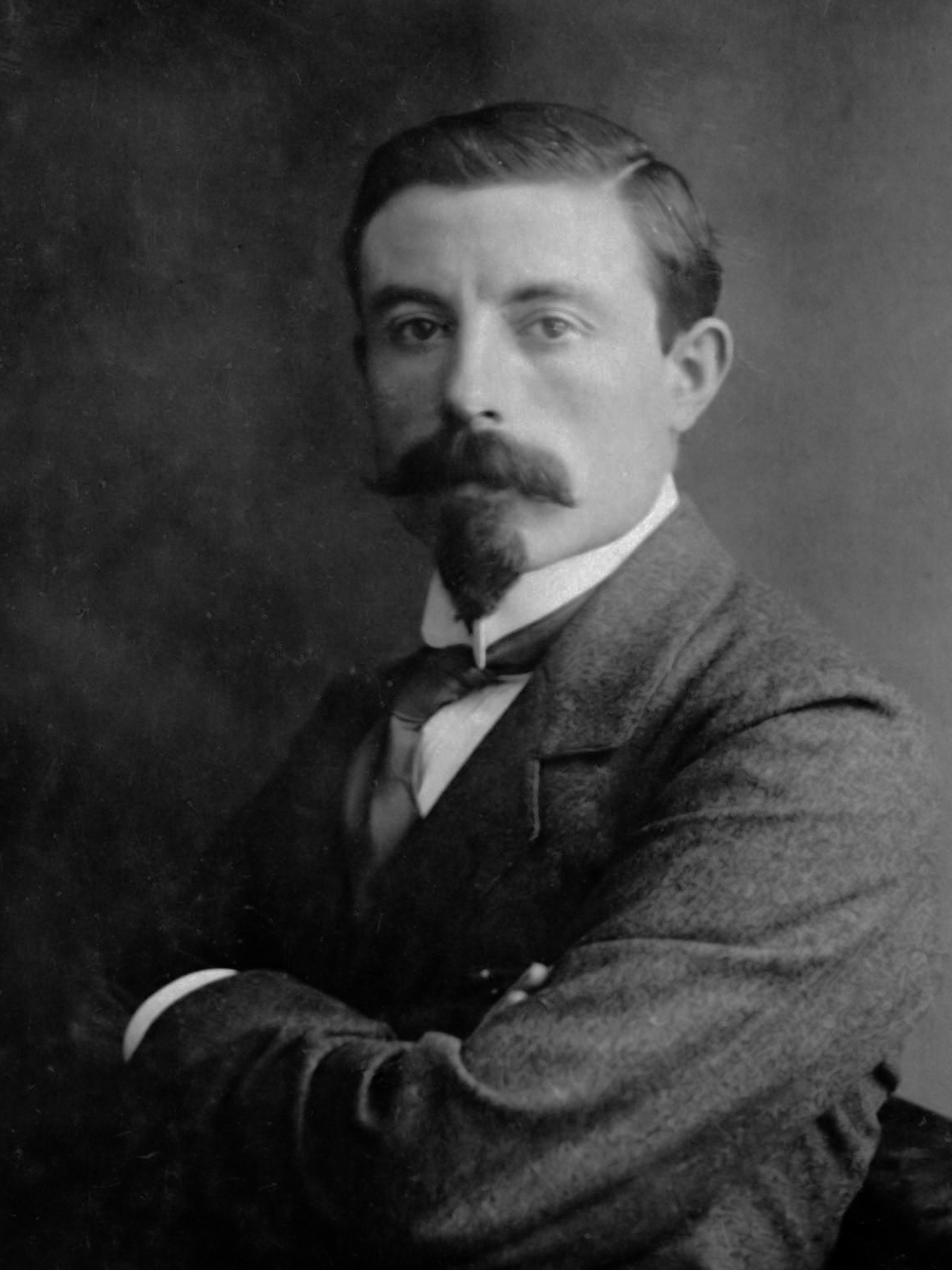
Leendert Cornelis Brinkman (1917)

Leendert Cornelis Brinkman (Stellendam, 8 september 1886 - Voorburg, 28 september 1968) was een Nederlands burgemeester.
Brinkman werd in februari 1912 op 25-jarige leeftijd burgemeester van de Zeeuwse gemeente Oud-Vossemeer (later opgegaan in de gemeente Tholen) en was toen de jongste burgemeester van Nederland. Aansluitend was hij van 1917 tot 1928 burgemeester van de Zuid-Hollandse gemeente Den Bommel (later opgegaan in de gemeente Oostflakkee). Van 1928 tot 1951 was hij burgemeester van de Zuid-Hollandse gemeenten Hekendorp, Lange Ruige Weide en Papekop (alle drie later opgegaan in de gemeente Driebruggen).
Leendert Cornelis Brinkman is de vader van burgemeester Bram Brinkman en grootvader van oud-CDA-leider Elco Brinkman.